# 지르콘

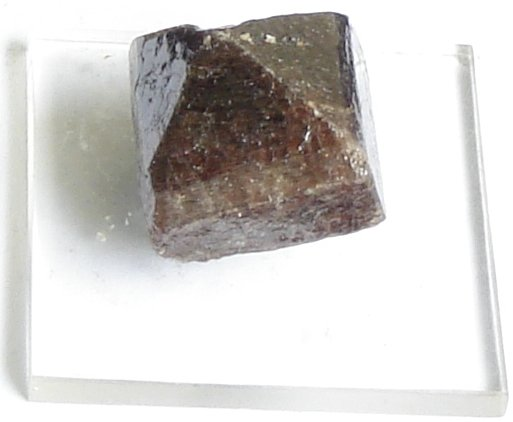
지르콘

지르콘(Zircon)은 정방 정계의 광물이다. 페그마타이트를 비롯하여 각종 암석에서 산출된다. 다이아몬드 광택이 나는 무색·적색·황색·청색 기타 여러 빛깔을 띤다. 스리랑카·타이·베트남 등지에서는 사광을 이루어 양질의 것이 산출된다.

## 같이 보기
- 지구의 역사
- 타이타늄철석

## 참고 문헌
- 이 문서에는 다음커뮤니케이션(현 카카오)에서 GFDL 또는 CC-SA 라이선스로 배포한 글로벌 세계대백과사전의 내용을 기초로 작성된 글이 포함되어 있습니다.